# Клирвотер (Јужна Каролина)
Клирвотер (енгл. Clearwater) насељено је место без административног статуса у америчкој савезној држави Јужна Каролина.

## Демографија
По попису из 2010. године број становника је 4.370, што је 171 (4,1%) становника више него 2000. године.
| Група             | 2000.         | 2010.         |
| Белци             | 3.284 (78,2%) | 2.967 (67,9%) |
| Афроамериканци    | 675 (16,1%)   | 711 (16,3%)   |
| Азијати           | 14 (0,3%)     | 7 (0,2%)      |
| Хиспаноамериканци | 157 (3,7%)    | 594 (13,6%)   |
| Укупно            | 4.199         | 4.370         |